# Municipio de Glyndon
El municipio de Glyndon (en inglés: Glyndon Township) es un municipio ubicado en el condado de Clay en el estado estadounidense de Minnesota. En el año 2010 tenía una población de 278 habitantes y una densidad poblacional de 3,18 personas por km².

## Geografía
El municipio de Glyndon se encuentra ubicado en las coordenadas 46°50′28″N 96°36′51″O / 46.84111, -96.61417. Según la Oficina del Censo de los Estados Unidos, el municipio tiene una superficie total de 87.42 km², de la cual 87,16 km² corresponden a tierra firme y (0,29 %) 0,26 km² es agua.

## Demografía
Según el censo de 2010, había 278 personas residiendo en el municipio de Glyndon. La densidad de población era de 3,18 hab./km². De los 278 habitantes, el municipio de Glyndon estaba compuesto por el 98,2 % blancos, el 0,72 % eran asiáticos y el 1,08 % eran de una mezcla de razas. Del total de la población el 1,44 % eran hispanos o latinos de cualquier raza.